# Rainer Gebauer
Rainer Gebauer (* 24. August 1951 in Bad Homburg vor der Höhe) ist ein ehemaliger deutscher Fußballspieler. Der Offensivspieler hat in der Saison 1972/73 in der Fußball-Bundesliga für den 1. FC Köln 19 Ligaspiele absolviert und zur Erringung der Vizemeisterschaft drei Tore beigesteuert. Beim legendären DFB-Pokalfinale 1973 gegen Borussia Mönchengladbach (1:2 n. V.) wurde er in der 73. Spielminute für Jürgen Glowacz eingewechselt.

## Karriere

### Jugend und 1. FC Köln, bis 1973
Durch eine neue Arbeitsstelle seines Vaters in Bonn verzog die Familie 1955 aus Hessen nach Bad Godesberg. Dort verbrachte Gebauer gemeinsam mit fünf Geschwistern seine Jugend und machte auf dem Heinrich-Hertz-Gymnasium das Abitur. Seine Jugendzeit als Fußballer verbrachte er beim SSV Plittersdorf. Er schaffte als schneller Angreifer den Sprung in die Auswahlteams der Stadt Bonn, des Mittelrheins und Westdeutschlands. Er blieb zunächst in seinem vertrauten Bonner Umfeld und schloss sich 1970 dem SV Roleber 1919 an. Nach zwei Runden Fußball in der Bezirksklasse Mittelrhein nahm er zur Saison 1972/73 das Angebot des Bundesligisten 1. FC Köln an und wurde Profifußballer. Der Bewunderer von Borussia Mönchengladbach hatte Angebote von Kickers Offenbach, Fortuna Düsseldorf und Rot-Weiß Oberhausen ausgeschlagen; Karl-Heinz Thielen hatte die Mutter von Gebauer überzeugt und so wurde er Lizenzspieler bei den „Geißböcken“.
In Köln hatte Gebauer das Glück, dass Kapitän Wolfgang Overath ihn sympathisch fand. „Es war schon nicht einfach für junge Spieler in dieser Klassemannschaft. Und man kann sagen, wen Overath nicht mochte, der spielte auch nicht. Mich mochte er und so spielte ich auch regelmäßig. Zudem hatte ich das ‚Glück‘, dass sich Jürgen Glowacz schon früh in der Saison verletzte und ich auch auf seiner Position spielen konnte“, berichtete Gebauer.
Rainer Gebauer bekam es in seiner Zeit beim 1. FC Köln mit Trainer Rudi Schlott zu tun. Unter dem vormaligen Weisweiler-Assistenten kam er 19 Mal in der 1. Bundesliga zum Einsatz. Zudem erreichte er mit Köln das Endspiel im DFB-Pokal gegen Borussia Mönchengladbach. Beim FC spielte der Offensivallrounder sowohl im Mittelfeld als auch im Angriff. Bereits am zweiten Rundenspieltag, den 20. September 1972, bei einem 3:1-Heimerfolg gegen Rot-Weiß Oberhausen feierte er in der Startformation seinen Bundesligaeinstand. Im UEFA-Pokal bestritt der Neuling auch zwei internationale Wettbewerbsspiele: Das Rückspiel am 27. September 1972 bei einem 3:0-Auswärtserfolg gegen Bohemians Dublin und bei dem 0:0-Heimremis am 28. November gegen Mönchengladbach wurde er in der 60. Minute für Glowacz eingewechselt. Am Saisonende kam es bei einer Japan-Tour zu einem Zerwürfnis mit Trainer Schlott. Er absolvierte zwar noch die Saisonvorbereitung 1973/74 beim FC, Manager Thielen transferierte ihn jedoch noch im August 1973 für die Ablösesumme von 60.000 D-Mark zum belgischen Zweitligisten AS Eupen.

### Belgien, 1973 bis 1982
Gebauer spielte nach seiner Kölner Zeit etliche Jahre als Fußballprofi in Belgien (AS Eupen, SC Charleroi, Racing Jet Brüssel). 1974 wurde er mit der AS Eupen Torschützenkönig der zweiten belgischen Liga. Eupen hatte mit dem Torschützenkönig den 4. Rang belegt, konnte aber auch nicht in der Play-off-Runde den Aufstieg bewerkstelligen. Für den Erstligisten SC Charleroi bestritt Rainer Gebauer von 1974 bis 1980 173 Meisterschaftsspiele und erzielte dabei 50 Tore. Mit dem Aufsteiger belegte er 1974/75 den 14. Rang, kämpfte in den zwei folgenden Runden permanent um den Klassenerhalt und belegte 1977/78 in der 1. Division den 12. Rang und erreichte mit Charleroi das belgische Pokalfinale, in dem man allerdings dem SK Beveren mit 0:2 unterlag. In seinem fünften Jahr belegte er mit Charleroi den 9. Rang, stieg aber 1979/80 in die 2. Liga ab.
Es folgten noch zwei Jahre bei Racing Jet Brüssel in der 2. Liga, wo er auch gleichzeitig Französisch an einer Brüsseler Sprachschule studierte. Nach zwei Jahren in der belgischen Hauptstadt ergab sich die Chance zur Rückkehr ins Rheinland. Er spielte zuerst beim Oberligisten FV Bad Honnef und kickte dann noch drei weitere Jahre beim Bonner SC. Der aktiven Zeit folgten diverse Engagements als Trainer bei Amateurvereinen im Raum Bonn.
In der Verwaltung bei den Stadtwerken Bonn hatte er seinen Arbeitsplatz und dort war der Ex-Profi bis April 2011 tätig. Seit 1994 lebt Rainer Gebauer in der Heimat seiner Ehefrau, dem rheinhessischen Bubenheim, unweit von Mainz.

## Stationen als Spieler
- 1964–1969 SSV Plittersdorf 1922 (Jugend)
- 7/1969–6/1970 SSV Plittersdorf 1922
- 7/1970–6/1972 Bonner SV Roleber 1919
- 1972–1973 1. FC Köln
- 1973–1974 AS Eupen (2. Liga in Belgien)
- 1974–1980 SC Charleroi (1. Liga Belgien)
- 1980–1982 Racing Jet de Bruxelles (2. Liga in Belgien)
- FV Bad Honnef
- Bonner SC

## Statistik
- 1. Bundesliga
  - 19 Spiele; 3 Tore
- DFB-Pokal
  - 3 Spiele; 1 Tor
- UEFA-Cup
  - 2 Spiele

## Erfolge
- 1973 Deutscher Vize-Meister
- 1973 DFB-Pokal-Finale
- 1974 Bester Torschütze D2 Belgiën, 23 Tore, mit AS Eupen
- 1978 Belgisches Pokalfinale